# District d'Ama
Le district d'Ama (海部郡, Ama-gun) est un district de la préfecture d'Aichi au Japon.

## Géographie

### Démographie
Lors du recensement national de 2000, la population du district d'Ama était de 257 935 habitants répartis sur une superficie de 183 km2. En août 2010, elle était estimée à 70 737 habitants.

### Municipalités du district
- Kanie
- Ōharu
- Tobishima